# Prijakovci
Prijakovci (en serbe cyrillique : Пријаковци) est un village de Bosnie-Herzégovine. Il est situé sur le territoire de la ville de Banja Luka, dans la république serbe de Bosnie. Selon les premiers résultats du recensement bosnien de 2013, il compte 883 habitants.

## Géographie

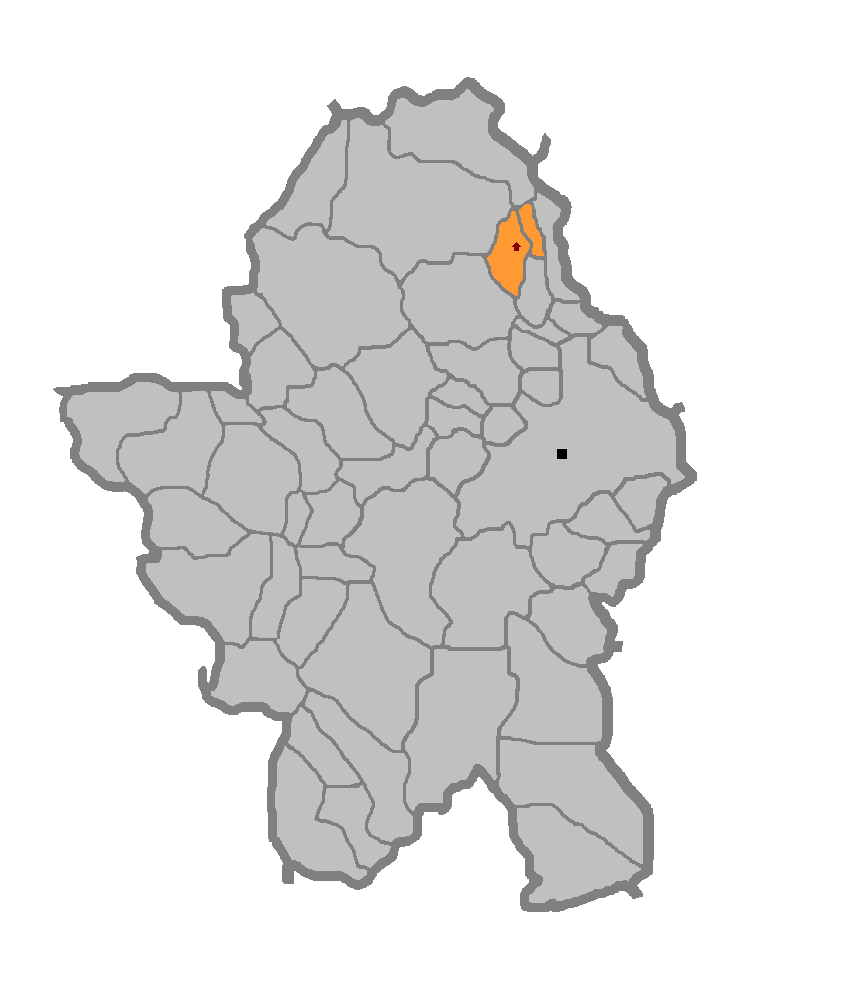
Localisation de la communauté locale de Prijakovci dans la Ville de Banja Luka

Le village est situé sur les bords de la rivière Ivaštanka.

## Démographie

### Évolution historique de la population dans la localité
| 1948 | 1953 | 1961 | 1971 | 1981 | 1991 | 2013 |
| ---- | ---- | ---- | ---- | ---- | ---- | ---- |
| -    | -    | 656  | 644  | 582  | 576  | 883  |

|  |

### Communauté locale
En 1991, la communauté locale de Prijakovci comptait 673 habitants, répartis de la manière suivante :